# Ménil-Hubert-en-Exmes
Ménil-Hubert-en-Exmes là một xã của tỉnh Orne, thuộc vùng hành chính Normandie miền tây bắc nước Pháp.